# سيغريد دي ليما
سيغريد دي ليما (بالإنجليزية: Sigrid de Lima)‏ (1921 - 1999)؛ روائية أمريكية.